# Danh sách đĩa nhạc của Lady Gaga
Nữ ca sĩ người Mỹ Lady Gaga đã phát hành 5 album phòng thu độc tấu, 2 album phòng thu hợp tác, 2 album nhạc phim, 2 album tổng hợp, 3 album phối lại, 2 album video, 4 EP, 38 đĩa đơn (trong đó có 3 đĩa đơn với vai trò là nghệ sĩ góp giọng), và 14 đĩa đơn quảng bá. Gaga bước chân vào ngành công nghiệp âm nhạc với album phòng thu đầu tay The Fame năm 2008. Album đạt vị trí thứ hai trên bảng xếp hạng Billboard 200 và được cấp chứng nhận 3 lần Bạch kim tại Hoa Kỳ đồng thời giữ vị trí quán quân tại Áo, Canada, Đức, Thuỵ Sĩ và L.H. Anh. Hai đĩa đơn đầu tiên của album, "Just Dance" và "Poker Face" đều đạt được thành công trên quy mô quốc tế, vươn lên dẫn đầu các bảng xếp hạng tại Úc, Canada, L.H. Anh và Hoa Kỳ. Ba đĩa đơn còn lại của album gồm: "Eh, Eh (Nothing Else I Can Say)", "LoveGame" và "Paparazzi". "Paparazzi" lọt vào top 10 tại nhiều quốc gia và đạt vị trí quán quân tại Đức.
Cuối năm 2009, Gaga phát hành The Fame Monster, phiên bản cao cấp và tái phát hành của The Fame, sau này được phát hành như một EP riêng biệt. EP vươn lên vị trí dẫn đầu tại Úc, New Zealand, L.H. Anh, và vị trí thứ năm tại Hoa Kỳ, nơi nó được chứng nhận Bạch kim. Đĩa đơn đầu tiên của album, "Bad Romance", gặt hái thành công quy mô quốc tế, đạt vị trí thứ hai tại Hoa Kỳ và vươn lên ví trí quán quân tại 12 quốc gia. Các đĩa đơn tiếp theo, "Telephone" và "Alejandro" là các bản hit lọt vào top 10 tại nhiều nước. Album tổng hợp đồng thời là album phối lại đầu tiên của Gaga, The Remix, được phát hành vào năm 2010, bao gồm các bản remix của các ca khúc nằm trong The Fame và The Fame Monster. The Remix đạt vị trí thứ sáu tại Hoa Kỳ và nằm trong top 5 tại Canada và L.H. Anh. Album đã bán ra hơn 500.000 bản sao trên toàn thế giới, trở thành một trong những album phối lại bán chạy nhất mọi thời đại.
Born This Way, album phòng thu thứ hai của Gaga được phát hành vào cuối tháng 5 năm 2011 và giành lấy vị trí quán quân trên bảng xếp hạng Billboard 200 của Hoa Kỳ cũng như tại 20 quốc gia khác. "Born This Way", đĩa đơn đầu tiên trích từ album, leo lên vị trí quán quân tại 19 quốc gia trên thế giới trong đó có Hoa Kỳ, là đĩa đơn thứ ba của nữ ca sĩ giành được vị trí cao nhất tại đây. Bốn đĩa đơn khác là "Judas", "The Edge of Glory", "You and I" và "Marry the Night". Tháng 11 năm 2013, Gaga phát hành album phòng thu thứ ba Artpop và chọn ba bài hát "Applause", "Do What U Want" và "G.U.Y." làm ba đĩa đơn của album. Vào tháng 9 năm 2014, Gaga cùng với nam nhạc sĩ Tony Bennett ra mắt album hợp tác Cheek to Cheek. Album ra mắt tại vị trí thứ nhất trên Billboard 200, trở thành album thứ ba của Gaga đạt vị trí quán quân kể từ Born This Way. Album phòng thu thứ năm, Joanne, được phát hành vào tháng 10 năm 2016, sau đạt được vị trí thứ nhất tại Hoa Kỳ. Đĩa đơn đầu tiên và thứ hai của album, "Perfect Illusion" và "Million Reasons" lần lượt ra mắt tại vị trí quán quân tại Pháp và đạt vị trí thứ tư tại Hoa Kỳ. Với thứ hạng quán quân mà Joanne đã giành được tại Hoa Kỳ, Gaga trở thành nữ nghệ sĩ đầu tiên sở hữu bốn album đạt vị trí quán quân tại quốc gia này trong thập niên 2010. Năm 2018, Gaga và nam diễn viên Bradley Cooper phát hành album nhạc phim của bộ phim chiếu rạp Vì sao vụt sáng (A Star Is Born), nâng cao kỷ lục của Gaga đã nêu trước đó từ con số bốn lên năm. Album cùng với đĩa đơn đầu tiên "Shallow" gặt hái được nhiều thành công trên thị trường quốc tế, giành được vị trí đầu bảng tại Hoa Kỳ, Úc, New Zealand, Thuỵ Sĩ và L.H. Anh. Album phòng thu thứ sáu của Gaga, mang tên Chromatica (2020), ra mắt tại vị trí quán quân tại Hoa Kỳ, trở thành album thứ sáu liên tiếp của Gaga đạt vị trí thứ nhất tại quốc gia này. Ngoài ra, Chromatica cũng giành được vị trí thứ nhất tại các quốc gia khác như New Zealand, Pháp, Úc, Ý, và L.H. Anh. Riêng tại L.H. Anh, Chromatica là album bán chạy nhất trong năm 2020 với 53.000 bản được tiêu thụ trong tuần đầu tiên phát hành. Hai đĩa đơn từ album đã được phát hành là "Stupid Love" và "Rain on Me" (với nữ ca sĩ Ariana Grande). "Stupid Love" lọt vào top 5 tại L.H. Anh và Hoa Kỳ, còn "Rain on Me" ra mắt tại vị trí quán quân tại một vài quốc gia trong đó có Hoa Kỳ, Canada và L.H. Anh. Vào tháng 9 năm 2021, album hợp tác thứ hai của cô và Bennett, mang tựa Love for Sale, được ra mắt. Đĩa đơn năm 2022 của Gaga, "Hold My Hand" nằm trong album nhạc phim của bộ phim Phi công siêu đẳng Maverick, được soạn nhạc bởi nữ ca sĩ cùng với Lorne Balfe, Harold Faltermeyer và Hans Zimmer.
Lady Gaga đã bán được khoảng 27 triệu album và 146 triệu đĩa đơn trên toàn thế giới tính đến năm 2016. Theo thống kê, nữ ca sĩ đã bán ra 7,25 triệu đĩa đơn tại L.H. Anh, 11,46 triệu album tại Hoa Kỳ và trở thành nghệ sĩ đầu tiên và duy nhất có hai bài hát sở hữu số lượt tải về là 7 triệu đơn vị ("Poker Face" và "Just Dance"). Theo tính toán của Hiệp hội Công nghiệp Ghi âm Hoa Kỳ (RIAA), tính đến tháng 3 năm 2020, Gaga được xếp thứ 6 trong danh sách những nghệ sĩ có doanh số tiêu thụ đĩa đơn dạng nhạc số cao nhất tại Hoa Kỳ, ước tính khoảng 77 triệu lượt tải về và lượt stream theo yêu cầu.

## Album

### Album phòng thu
| Tiêu đề       | Thông tin album | Vị trí xếp hạng cao nhất | Vị trí xếp hạng cao nhất | Vị trí xếp hạng cao nhất | Vị trí xếp hạng cao nhất | Vị trí xếp hạng cao nhất | Vị trí xếp hạng cao nhất | Vị trí xếp hạng cao nhất | Vị trí xếp hạng cao nhất | Vị trí xếp hạng cao nhất | Vị trí xếp hạng cao nhất | Doanh số | Chứng nhận (dựa theo doanh số) |
| Tiêu đề       | Thông tin album | Mỹ                       | Áo                       | Canada                   | Đức                      | L.H. Anh                 | New Zealand              | Pháp                     | Thuỵ Sĩ                  | Úc                       | Ý                        | Doanh số | Chứng nhận (dựa theo doanh số) |
| ------------- | --- | ------------------------ | ------------------------ | ------------------------ | ------------------------ | ------------------------ | ------------------------ | ------------------------ | ------------------------ | ------------------------ | ------------------------ | --- | --- |
| The Fame      | - Phát hành: 28 tháng 10 năm 2008 (Hoa Kỳ) - Hãng: Streamline, Kon Live, Cherrytree, Interscope - Định dạng: CD, tải kỹ thuật số, USB, LP | 2                        | 1                        | 1                        | 1                        | 1                        | 2                        | 2                        | 1                        | 3                        | 13                       | - Toàn cầu: 15.000.000 (bao gồm cả The Fame Monster) - Hoa Kỳ: 4.830.000 - Canada: 315.000 - L.H. Anh: 3.000.000 - Pháp: 700.000 | - Mỹ: 6× Bạch kim - Áo: 7× Bạch kim - Canada: 7× Bạch kim - Đức: 9× Vàng - L.H. Anh: 10× Bạch kim - New Zealand: 5× Bạch kim - Pháp: Kim cương - Thuỵ Sĩ: 4× Bạch kim - Úc: 6× Bạch kim - Ý: 4× Bạch kim |
| Born This Way | - Phát hành: 23 tháng 5 năm 2011 - Hãng: Streamline, Interscope, Kon Live - Định dạng: CD, tải kỹ thuật số, USB, LP                       | 1                        | 1                        | 1                        | 1                        | 1                        | 1                        | 1                        | 1                        | 1                        | 1                        | - Toàn cầu: 6.000.000 - Mỹ: 2.430.000 - Canada: 93.000 - L.H. Anh: 989.000 - Pháp: 190.000                                       | - Mỹ: 4× Bạch kim - Áo: Bạch kim - Đức: Bạch kim - Canada: 4× Bạch kim - L.H. Anh: 3× Bạch kim - New Zealand: Bạch kim - Pháp: 2× Bạch kim - Thuỵ Sĩ: Bạch kim - Úc: 2× Bạch kim - Ý: Bạch kim           |
| Artpop        | - Phát hành: 11 tháng 11 năm 2013 (Hoa Kỳ) - Hãng: Streamline, Interscope - Định dạng: CD, tải kỹ thuật số, LP                            | 1                        | 1                        | 3                        | 3                        | 1                        | 2                        | 3                        | 2                        | 2                        | 2                        | - Toàn cầu: 2.500.000 - Mỹ: 781.000 - L.H. Anh: 207.243 - Pháp: 60.000                                                           | - Mỹ: Bạch kim - Áo: Vàng - Canada: Bạch kim - L.H. Anh: Vàng - Pháp: Bạch kim - Thuỵ Sĩ: Vàng - Ý: Vàng                                                                                                 |
| Joanne        | - Phát hành: 21 tháng 10 năm 2016 - Hãng: Streamline, Interscope - Định dạng: CD, tải kỹ thuật số, LP                                     | 1                        | 9                        | 2                        | 6                        | 3                        | 2                        | 9                        | 3                        | 2                        | 2                        | - Toàn cầu: 1.000.000 - Mỹ: 649.000 - L.H. Anh: 143.315 - Pháp: 50.000                                                           | - Mỹ: Bạch kim - Canada: Vàng - L.H. Anh: Vàng - Pháp: Vàng - Ý: Vàng |
| Chromatica    | - Phát hành: 29 tháng 5 năm 2020 - Hãng: Interscope - Định dạng: CD, tải kỹ thuật số, LP, cassette                                        | 1                        | 1                        | 1                        | 3                        | 1                        | 1                        | 1                        | 1                        | 1                        | 1                        | - Mỹ: 205.000 - L.H. Anh: 31.709                                                                                                 | - Canada: Vàng - L.H. Anh: Bạc |

### Album hợp tác
| Tiêu đề                           | Thông tin album | Vị trí xếp hạng cao nhất | Vị trí xếp hạng cao nhất | Vị trí xếp hạng cao nhất | Vị trí xếp hạng cao nhất | Vị trí xếp hạng cao nhất | Vị trí xếp hạng cao nhất | Vị trí xếp hạng cao nhất | Vị trí xếp hạng cao nhất | Vị trí xếp hạng cao nhất | Vị trí xếp hạng cao nhất | Doanh số                                           | Chứng nhận (dựa theo doanh số)                           |
| Tiêu đề                           | Thông tin album | Mỹ                       | Áo                       | Canada                   | Đức                      | L.H. Anh                 | New Zealand              | Pháp                     | Thuỵ Sĩ                  | Úc                       | Ý                        | Doanh số                                           | Chứng nhận (dựa theo doanh số)                           |
| --------------------------------- | --- | ------------------------ | ------------------------ | ------------------------ | ------------------------ | ------------------------ | ------------------------ | ------------------------ | ------------------------ | ------------------------ | ------------------------ | -------------------------------------------------- | -------------------------------------------------------- |
| Cheek to Cheek (với Tony Bennett) | - Phát hành: 23 tháng 9 năm 2014 (Hoa Kỳ) - Hãng: Streamline, Interscope, Columbia - Định dạng: CD, tải kỹ thuật số, LP | 1                        | 6                        | 3                        | 12                       | 10                       | 3                        | 9                        | 7                        | 7                        | 6                        | - Toàn cầu: 1.000.000 - Mỹ: 773.000 - Pháp: 40.000 | - Mỹ: Vàng - Canada: Bạch kim - L.H. Anh: Bạc - Úc: Vàng |
| Love for Sale (với Tony Bennett)  | - Phát hành: 1 tháng 10 năm 2021 - Hãng: Streamline, Interscope, Columbia - Định dạng: CD, tải kỹ thuật số, LP          | CTB                      | CTB                      | CTB                      | CTB                      | CTB                      | CTB                      | CTB                      | CTB                      | CTB                      | CTB                      | CTB                                                | CTB                                                      |

### Album nhạc phim
| Tiêu đề                             | Thông tin album                                                                          | Vị trí xếp hạng cao nhất | Vị trí xếp hạng cao nhất | Vị trí xếp hạng cao nhất | Vị trí xếp hạng cao nhất | Vị trí xếp hạng cao nhất | Vị trí xếp hạng cao nhất | Vị trí xếp hạng cao nhất | Vị trí xếp hạng cao nhất | Vị trí xếp hạng cao nhất | Vị trí xếp hạng cao nhất | Doanh số                                                                | Chứng nhận |
| Tiêu đề                             | Thông tin album                                                                          | Mỹ                       | Áo                       | Canada                   | Đức                      | L.H. Anh                 | New Zealand              | Pháp                     | Thuỵ Sĩ                  | Úc                       | Ý                        | Doanh số                                                                | Chứng nhận |
| ----------------------------------- | ---------------------------------------------------------------------------------------- | ------------------------ | ------------------------ | ------------------------ | ------------------------ | ------------------------ | ------------------------ | ------------------------ | ------------------------ | ------------------------ | ------------------------ | ----------------------------------------------------------------------- | --- |
| A Star Is Born (với Bradley Cooper) | - Phát hành: 5 tháng 10 năm 2018 - Hãng: Interscope - Định dạng: CD, tải kỹ thuật số, LP | 1                        | 2                        | 1                        | 4                        | 1                        | 1                        | 1                        | 1                        | 1                        | 4                        | - Toàn cầu: 2.900.000 - Mỹ: 1.148.000 - Canada: 157.000 - Pháp: 224.000 | - Mỹ: 2× Bạch kim - Áo: Bạch kim - Canada: 3× Bạch kim - L.H. Anh: Bạch kim - New Zealand: 3× Bạch kim - Pháp: 3× Bạch kim - Úc: 2× Bạch kim - Ý: Bạch kim |

### Album tổng hợp
| Tiêu đề                                                                                        | Thông tin album | Vị trí xếp hạng cao nhất | Vị trí xếp hạng cao nhất |
| Tiêu đề                                                                                        | Thông tin album | Nhật Bản                 | Ý                        |
| ---------------------------------------------------------------------------------------------- | --- | ------------------------ | ------------------------ |
| The Singles                                                                                    | - Phát hành: 8 tháng 12 năm 2010 (Nhật Bản) - Hãng: Universal Music Japan - Định dạng: box set gồm 9 CD                            | 166                      | —                        |
| Born This Way: The Collection                                                                  | - Ngày phát hành: 18 tháng 11 năm 2011 - Hãng đĩa: Streamline, Interscope, Kon Live - Định dạng: box set gồm 2 đĩa CD và 1 đĩa DVD | —                        | 98                       |
| "—" biểu thị album không được phát hành hoặc không có mặt trên bảng xếp hạng tại quốc gia này. | |                          |                          |

### Album phối lại
| Tiêu đề                                                                                        | Thông tin album | Vị trí xếp hạng cao nhất | Vị trí xếp hạng cao nhất | Vị trí xếp hạng cao nhất | Vị trí xếp hạng cao nhất | Vị trí xếp hạng cao nhất | Vị trí xếp hạng cao nhất | Vị trí xếp hạng cao nhất | Vị trí xếp hạng cao nhất | Vị trí xếp hạng cao nhất | Vị trí xếp hạng cao nhất | Doanh số                                         | Chứng nhận                            |
| Tiêu đề                                                                                        | Thông tin album | Mỹ                       | Bỉ (WAL)                 | Canada                   | L.H. Anh                 | New Zealand              | Nhật Bản                 | Pháp                     | Thuỵ Điển                | Úc                       | Ý                        | Doanh số                                         | Chứng nhận                            |
| ---------------------------------------------------------------------------------------------- | --- | ------------------------ | ------------------------ | ------------------------ | ------------------------ | ------------------------ | ------------------------ | ------------------------ | ------------------------ | ------------------------ | ------------------------ | ------------------------------------------------ | ------------------------------------- |
| The Remix                                                                                      | - Phát hành: 3 tháng 3 năm 2010 (Hoa Kỳ) - Hãng: Streamline, Kon Live, Cherrytree, Interscope - Định dạng: CD, tải kỹ thuật số, streaming, LP | 6                        | 6                        | 5                        | 3                        | 9                        | 7                        | 19                       | 40                       | 12                       | 22                       | - Toàn cầu: 500.000 - Mỹ: 316.000 - Pháp: 50.000 | - L.H. Anh: Vàng - Nhật Bản: Bạch kim |
| Born This Way: The Remix                                                                       | - Phát hành: 21 tháng 11 năm 2011 (Hoa Kỳ) - Hãng: Streamline, Interscope, Kon Live - Định dạng: CD, tải kỹ thuật số, streaming, LP           | 105                      | 69                       | 49                       | 77                       | —                        | 14                       | 71                       | —                        | 62                       | 89                       | - Mỹ: 62.000 - Pháp: 10.000                      | - Nhật Bản: Vàng                      |
| Dawn of Chromatica: The Remix Album                                                            | - Phát hành: 3 tháng 9 năm 2021 - Hãng: Streamline, Interscope - Định dạng: Tải kỹ thuật số, streaming                                        |                          |                          |                          |                          |                          |                          |                          |                          |                          |                          |                                                  |                                       |
| "—" biểu thị album không được phát hành hoặc không có mặt trên bảng xếp hạng tại quốc gia này. | |                          |                          |                          |                          |                          |                          |                          |                          |                          |                          |                                                  |                                       |

### Album video
| Tiêu đề                                                                                        | Thông tin album | Vị trí xếp hạng cao nhất | Vị trí xếp hạng cao nhất | Vị trí xếp hạng cao nhất | Vị trí xếp hạng cao nhất | Vị trí xếp hạng cao nhất | Vị trí xếp hạng cao nhất | Vị trí xếp hạng cao nhất | Vị trí xếp hạng cao nhất | Vị trí xếp hạng cao nhất | Vị trí xếp hạng cao nhất | Chứng nhận                                             |
| Tiêu đề                                                                                        | Thông tin album | Mỹ                       | Áo                       | Đức                      | Hà Lan                   | L.H. Anh                 | Nhật Bản                 | Pháp                     | Thuỵ Sĩ                  | Úc                       | Ý                        | Chứng nhận                                             |
| ---------------------------------------------------------------------------------------------- | --- | ------------------------ | ------------------------ | ------------------------ | ------------------------ | ------------------------ | ------------------------ | ------------------------ | ------------------------ | ------------------------ | ------------------------ | ------------------------------------------------------ |
| The Fame Monster: Video EP                                                                     | - Phát hành: 7 tháng 5 năm 2010 - Hãng đĩa: Streamline, Kon Live, Cherrytree, Interscope - Định dạng: Tải kỹ thuật số | —                        | —                        | —                        | —                        | —                        | —                        | —                        | —                        | —                        | —                        |                                                        |
| Lady Gaga Presents the Monster Ball Tour: At Madison Square Garden                             | - Phát hành: 21 tháng 11 năm 2011 - Hãng: Streamline, Interscope, Kon Live - Định dạng: DVD, Blu-ray, tải kỹ thuật số | 1                        | 5                        | 55                       | 3                        | 4                        | 3                        | 1                        | 2                        | 2                        | 1                        | - L.H. Anh: Vàng - Pháp: 2× Bạch kim - Úc: 2× Bạch kim |
| Tony Bennett and Lady Gaga: Cheek to Cheek Live!                                               | - Phát hành: 20 tháng 1 năm 2015 - Hãng: Streamline, Interscope, Columbia - Định dạng: DVD, Blu-ray, tải kỹ thuật số  | 1                        | 7                        | —                        | 3                        | 10                       | —                        | 3                        | —                        | 3                        | 3                        |                                                        |
| "—" biểu thị album không được phát hành hoặc không có mặt trên bảng xếp hạng tại quốc gia này. | |                          |                          |                          |                          |                          |                          |                          |                          |                          |                          |                                                        |

## Đĩa mở rộng
| Tiêu đề                                                                                        | Thông tin đĩa mở rộng | Vị trí xếp hạng cao nhất | Vị trí xếp hạng cao nhất | Vị trí xếp hạng cao nhất | Vị trí xếp hạng cao nhất | Vị trí xếp hạng cao nhất | Vị trí xếp hạng cao nhất | Vị trí xếp hạng cao nhất | Vị trí xếp hạng cao nhất | Vị trí xếp hạng cao nhất | Vị trí xếp hạng cao nhất | Doanh số                                  | Chứng nhận |
| Tiêu đề                                                                                        | Thông tin đĩa mở rộng | Mỹ                       | Bỉ (WAL)                 | Canada                   | L.H. Anh                 | New Zealand              | Nhật Bản                 | Pháp                     | Thuỵ Điển                | Úc                       | Ý                        | Doanh số                                  | Chứng nhận |
| ---------------------------------------------------------------------------------------------- | --- | ------------------------ | ------------------------ | ------------------------ | ------------------------ | ------------------------ | ------------------------ | ------------------------ | ------------------------ | ------------------------ | ------------------------ | ----------------------------------------- | --- |
| The Cherrytree Sessions                                                                        | - Phát hành: 3 tháng 2 năm 2009 (Hoa Kỳ) - Hãng: Streamline, Kon Live, Cherrytree, Interscope - Định dạng: CD, tải kỹ thuật số                         | —                        | —                        | —                        | —                        | —                        | —                        | —                        | —                        | —                        | —                        | - Mỹ: 9.000                               | |
| Hitmixes                                                                                       | - Phát hành: 25 tháng 8 năm 2009 (Canada) - Hãng: Universal Music Canada - Định dạng: CD, tải kỹ thuật số                                              | —                        | —                        | 8                        | —                        | —                        | —                        | —                        | —                        | —                        | —                        |                                           | |
| The Fame Monster                                                                               | - Ngày phát hành: 18 tháng 11 năm 2009 (Hoa Kỳ) - Hãng đĩa: Streamline, Kon Live, Cherrytree, Interscope - Định dạng: CD, tải kỹ thuật số, USB, EP, LP | 5                        | 5                        | 6                        | 1                        | 1                        | 2                        | 13                       | 2                        | 1                        | 2                        | - Toàn cầu: Xem The Fame. - Mỹ: 1.650.000 | - Mỹ: 5× Bạch kim - Ba Lan: Kim cương - Bỉ: 2× Bạch kim - Nhật Bản: 2× Bạch kim - Pháp: 2× Bạch kim - Thuỵ Điển: Bạch kim - Úc: 3× Bạch kim |
| A Very Gaga Holiday                                                                            | - Ngày phát hành: 22 tháng 11 năm 2011 (Hoa Kỳ) - Hãng đĩa: Streamline, Interscope, Kon Live - Định dạng: Tải kỹ thuật số                              | 52                       | —                        | 74                       | —                        | —                        | —                        | —                        | —                        | —                        | 66                       | - Mỹ: 46.000                              | |
| "—" biểu thị album không được phát hành hoặc không có mặt trên bảng xếp hạng tại quốc gia này. | |                          |                          |                          |                          |                          |                          |                          |                          |                          |                          |                                           | |

## Đĩa đơn

### Hát chính
| Tiêu đề                                                                                          | Năm  | Vị trí cao nhất trên các bảng xếp hạng | Vị trí cao nhất trên các bảng xếp hạng | Vị trí cao nhất trên các bảng xếp hạng | Vị trí cao nhất trên các bảng xếp hạng | Vị trí cao nhất trên các bảng xếp hạng | Vị trí cao nhất trên các bảng xếp hạng | Vị trí cao nhất trên các bảng xếp hạng | Vị trí cao nhất trên các bảng xếp hạng | Vị trí cao nhất trên các bảng xếp hạng | Vị trí cao nhất trên các bảng xếp hạng | Doanh số                                                                                       | Chứng nhận | Album                         |
| Tiêu đề                                                                                          | Năm  | Mỹ                                     | Áo                                     | Canada                                 | Đức                                    | L.H. Anh                               | New Zealand                            | Pháp                                   | Thụy Sĩ                                | Úc                                     | Ý                                      | Doanh số                                                                                       | Chứng nhận | Album                         |
| ------------------------------------------------------------------------------------------------ | ---- | -------------------------------------- | -------------------------------------- | -------------------------------------- | -------------------------------------- | -------------------------------------- | -------------------------------------- | -------------------------------------- | -------------------------------------- | -------------------------------------- | -------------------------------------- | ---------------------------------------------------------------------------------------------- | --- | ----------------------------- |
| "Just Dance" (hợp tác với Colby O'Donis)                                                         | 2008 | 1                                      | 8                                      | 1                                      | 10                                     | 1                                      | 3                                      | 14                                     | 8                                      | 1                                      | 36                                     | - Mỹ: 7.200.000 - Canada: 174.000 - L.H. Anh: 968.000 - Pháp: 88.000                           | - Mỹ: 9× Bạch kim - Canada: 6× Bạch kim - Đức: Vàng - L.H. Anh: 2× Bạch kim - New Zealand: Bạch kim - Thụy Sĩ: 2× Bạch kim - Úc: 3× Bạch kim - Ý: Vàng                                            | The Fame                      |
| "Poker Face"                                                                                     | 2008 | 1                                      | 1                                      | 1                                      | 1                                      | 1                                      | 1                                      | 1                                      | 1                                      | 1                                      | 2                                      | - Toàn cầu: 12.000.000 - Mỹ: 7.500.000 - Canada: 315.000 - L.H. Anh: 1.190.000 - Pháp: 300.000 | - Mỹ: Kim cương - Áo: Vàng - Canada: 8× Bạch kim - Đức: 3× Bạch kim - L.H. Anh: 2× Bạch kim - New Zealand: 2× Bạch kim - Thuỵ Sĩ: 3× Bạch kim - Úc: 6× Bạch kim - Ý: 2× Bạch kim                  | The Fame                      |
| "Eh, Eh (Nothing Else I Can Say)"                                                                | 2009 | —                                      | —                                      | 68                                     | —                                      | —                                      | 9                                      | 7                                      | —                                      | 15                                     | —                                      | - Pháp: 52.920                                                                                 | - Mỹ: Vàng - New Zealand: Vàng - Úc: Vàng | The Fame                      |
| "LoveGame"                                                                                       | 2009 | 5                                      | 6                                      | 2                                      | 7                                      | 19                                     | 12                                     | 5                                      | 15                                     | 4                                      | —                                      | - Mỹ: 2.670.000 - Pháp: 74.000                                                                 | - Mỹ: 3× Bạch kim - Canada: 2× Bạch kim - L.H. Anh: Bạc - New Zealand: Vàng - Úc: Bạch kim | The Fame                      |
| "Paparazzi"                                                                                      | 2009 | 6                                      | 3                                      | 3                                      | 1                                      | 4                                      | 5                                      | 6                                      | 4                                      | 2                                      | 3                                      | - Toàn cầu: 12.000.000 - Mỹ: 3.600.000 - Pháp: 120.000                                         | - Mỹ: 5× Bạch kim - Đức: Bạch kim - L.H. Anh: Bạch kim - New Zealand: Vàng - Thụy Sĩ: Vàng - Úc: 2× Bạch kim - Ý: Bạch kim                                                                        | The Fame                      |
| "Bad Romance"                                                                                    | 2009 | 2                                      | 1                                      | 1                                      | 1                                      | 1                                      | 2                                      | 1                                      | 2                                      | 2                                      | 1                                      | - Toàn cầu: 9.700.000 - Mỹ: 5.900.000 - Canada: 160.000 - L.H. Anh: 1.050.000 - Pháp: 250.000  | - Mỹ: 11× Bạch kim · ( Kim cương) - Canada: 7× Bạch kim - Đức: 3× Vàng - L.H. Anh: 2× Bạch kim - New Zealand: 2× Bạch kim - Pháp: Bạch kim - Thuỵ Sĩ: Bạch kim - Úc: 4× Bạch kim - Ý: 2× Bạch kim | The Fame Monster              |
| "Telephone" (hợp tác với Beyoncé)                                                                | 2010 | 3                                      | 3                                      | 3                                      | 3                                      | 1                                      | 3                                      | 3                                      | 4                                      | 3                                      | 2                                      | - Toàn cầu: 7.400.000 - Mỹ: 3.500.000 - L.H. Anh: 736.000 - Pháp: 120.000                      | - Mỹ: 5× Bạch kim - Canada: 3× Bạch kim - Đức: Vàng - L.H. Anh: Bạch kim - New Zealand: Bạch kim - Pháp: Vàng - Thuỵ Sĩ: Vàng - Úc: 3× Bạch kim - Ý: Bạch kim                                     | The Fame Monster              |
| "Alejandro"                                                                                      | 2010 | 5                                      | 2                                      | 4                                      | 2                                      | 7                                      | 11                                     | 3                                      | 3                                      | 2                                      | 2                                      | - Mỹ: 2.630.000 - Pháp: 130.000                                                                | - Mỹ: 4× Bạch kim - Đức: Bạch kim - L.H. Anh: Vàng - New Zealand: Vàng - Pháp: Vàng - Thuỵ Sĩ: Bạch kim - Úc: Bạch kim - Ý: 2× Bạch kim                                                           | The Fame Monster              |
| "Dance in the Dark"                                                                              | 2010 | —                                      | —                                      | 88                                     | —                                      | 89                                     | —                                      | —                                      | —                                      | 24                                     | —                                      |                                                                                                | | The Fame Monster              |
| "Born This Way"                                                                                  | 2011 | 1                                      | 1                                      | 1                                      | 1                                      | 3                                      | 1                                      | 2                                      | 1                                      | 1                                      | 2                                      | - Toàn cầu: 8.200.000 - Mỹ: 4.300.000 - Pháp: 100.000                                          | - Mỹ: 6× Bạch kim - Đức: Bạch kim - L.H. Anh: Bạch kim - New Zealand: Bạch kim - Thuỵ Sĩ: Bạch kim - Úc 4× Bạch kim - Ý: Bạch kim                                                                 | Born This Way                 |
| "Judas"                                                                                          | 2011 | 10                                     | 6                                      | 8                                      | 23                                     | 8                                      | 12                                     | 7                                      | 8                                      | 6                                      | 3                                      | - Mỹ: 1.000.000 - Pháp: 70.000                                                                 | - Mỹ: 2× Bạch kim - L.H. Anh: Vàng - New Zealand: Vàng - Úc: Bạch kim - Ý: Vàng | Born This Way                 |
| "The Edge of Glory"                                                                              | 2011 | 3                                      | 3                                      | 3                                      | 3                                      | 6                                      | 3                                      | 7                                      | 10                                     | 2                                      | 2                                      | - Mỹ: 3.000.000                                                                                | - Mỹ: 4× Bạch kim - Đức: Vàng - L.H. Anh: Bạch kim - New Zealand: Vàng - Thuỵ Sĩ: Vàng - Úc: 2× Bạch kim - Ý: Bạch kim                                                                            | Born This Way                 |
| "You and I"                                                                                      | 2011 | 6                                      | 8                                      | 10                                     | 21                                     | 23                                     | 5                                      | 98                                     | 32                                     | 14                                     | 19                                     | - Mỹ: 2.400.000                                                                                | - Mỹ: 3× Bạch kim - L.H. Anh: Bạc - New Zealand: Vàng - Úc: Vàng | Born This Way                 |
| "The Lady Is a Tramp" (với Tony Bennett)                                                         | 2011 | —                                      | —                                      | —                                      | —                                      | 188                                    | —                                      | —                                      | —                                      | —                                      | 50                                     |                                                                                                | | Duets II                      |
| "Marry the Night"                                                                                | 2011 | 29                                     | 13                                     | 11                                     | 17                                     | 16                                     | —                                      | 50                                     | 34                                     | 88                                     | 40                                     | - Mỹ: 713.000                                                                                  | - Mỹ: Bạch kim - L.H. Anh: Bạc | Born This Way                 |
| "Applause"                                                                                       | 2013 | 4                                      | 6                                      | 4                                      | 5                                      | 5                                      | 7                                      | 3                                      | 7                                      | 11                                     | 2                                      | - Mỹ: 2.700.000 - Pháp: 60.000                                                                 | - Mỹ: 4× Bạch kim - Canada: 2× Bạch kim - Đức: Vàng - L.H. Anh: Vàng - New Zealand: Vàng - Úc: Bạch kim - Ý: Bạch kim                                                                             | Artpop                        |
| "Do What U Want" (hợp tác với R. Kelly)                                                          | 2013 | 13                                     | 10                                     | 3                                      | 14                                     | 9                                      | 12                                     | 8                                      | 14                                     | 21                                     | 3                                      | - Mỹ: 1.300.000 - L.H. Anh: 248.000                                                            | - Mỹ: Bạch kim - Đức: Vàng - L.H. Anh: Vàng - Ý: Bạch kim - Canada: Vàng | Artpop                        |
| "G.U.Y."                                                                                         | 2014 | 76                                     | —                                      | —                                      | —                                      | 115                                    | —                                      | 92                                     | —                                      | 88                                     | 94                                     |                                                                                                | | Artpop                        |
| "Anything Goes" (với Tony Bennett)                                                               | 2014 | —                                      | —                                      | —                                      | —                                      | 174                                    | —                                      | 178                                    | —                                      | —                                      | 65                                     | - Mỹ: 16.000                                                                                   | | Cheek to Cheek                |
| "I Can't Give You Anything but Love" (với Tony Bennett)                                          | 2014 | —                                      | —                                      | —                                      | —                                      | —                                      | —                                      | 173                                    | —                                      | —                                      | 76                                     |                                                                                                | | Cheek to Cheek                |
| "Til It Happens to You"                                                                          | 2015 | 95                                     | —                                      | 46                                     | —                                      | 171                                    | —                                      | 46                                     | —                                      | —                                      | —                                      | - Mỹ: 71.000                                                                                   | | Đĩa đơn không nằm trong album |
| "Perfect Illusion"                                                                               | 2016 | 15                                     | 21                                     | 17                                     | 31                                     | 12                                     | 31                                     | 1                                      | 16                                     | 14                                     | 5                                      | - Mỹ: 100.000                                                                                  | - Mỹ: Vàng - Canada: Vàng - L.H. Anh: Bạc - Úc: Vàng - Ý: Vàng | Joanne                        |
| "Million Reasons"                                                                                | 2016 | 4                                      | 52                                     | 16                                     | 85                                     | 39                                     | —                                      | 29                                     | 7                                      | 34                                     | 12                                     | - Mỹ: 1.100.000                                                                                | - Mỹ: 3× Bạch kim - Canada: Vàng - L.H. Anh: Vàng - Pháp: Vàng - Úc: Bạch kim - Ý: 3× Bạch kim | Joanne                        |
| "The Cure"                                                                                       | 2017 | 39                                     | 37                                     | 33                                     | 57                                     | 19                                     | —                                      | 108                                    | 41                                     | 10                                     | 36                                     | - Mỹ: 407.215                                                                                  | - Mỹ: Bạch kim - L.H. Anh: Vàng - Úc: Bạch kim - Ý: Bạch kim | Đĩa đơn không nằm trong album |
| "Joanne"                                                                                         | 2017 | —                                      | —                                      | —                                      | —                                      | 154                                    | —                                      | 190                                    | —                                      | —                                      | —                                      |                                                                                                | | Joanne                        |
| "Shallow" (với Bradley Cooper)                                                                   | 2018 | 1                                      | 1                                      | 1                                      | 4                                      | 1                                      | 1                                      | 3                                      | 1                                      | 1                                      | 2                                      | - Mỹ: 1.012.638 - Canada: 134.000 - L.H. Anh: 224.000                                          | - Mỹ: 4× Bạch kim - Áo: Bạch kim - Canada: 8× Bạch kim - Đức: Bạch kim - L.H. Anh: 2× Bạch kim - New Zealand: 3× Bạch kim - Pháp: Kim cương - Úc: 8× Bạch kim - Ý: 4× Bạch kim                    | A Star Is Born                |
| "Always Remember Us This Way"                                                                    | 2018 | 41                                     | 25                                     | 26                                     | 84                                     | 25                                     | 14                                     | 18                                     | 8                                      | 12                                     | 41                                     | - Mỹ: 248.000                                                                                  | - Mỹ: Bạch kim - L.H. Anh: Vàng - New Zealand: Bạch kim - Pháp: Kim cương - Úc: Bạch kim - Ý: Bạch kim                                                                                            | A Star Is Born                |
| "I'll Never Love Again" (với Bradley Cooper)                                                     | 2019 | 36                                     | 73                                     | 43                                     | —                                      | 27                                     | —                                      | 61                                     | 14                                     | 15                                     | 68                                     | - Mỹ: 226.000                                                                                  | - Mỹ: Bạch kim - L.H. Anh: Vàng - Pháp: Vàng - Úc: Vàng - Ý: Vàng | A Star Is Born                |
| "Stupid Love"                                                                                    | 2020 | 5                                      | 17                                     | 7                                      | 21                                     | 5                                      | 23                                     | 36                                     | 6                                      | 7                                      | 15                                     | - Mỹ: 53.000                                                                                   | - Canada: Vàng - L.H. Anh: Bạc | Chromatica                    |
| "Rain on Me" (với Ariana Grande)                                                                 | 2020 | 1                                      | 8                                      | 1                                      | 9                                      | 1                                      | 2                                      | 12                                     | 6                                      | 2                                      | 5                                      | - Mỹ: 72.000                                                                                   | - Canada: Vàng - L.H. Anh: Bạc | Chromatica                    |
| "—" biểu thị đĩa đơn không được phát hành hoặc không có mặt trên bảng xếp hạng tại quốc gia này. |      |                                        |                                        |                                        |                                        |                                        |                                        |                                        |                                        |                                        |                                        |                                                                                                | |                               |

### Hợp tác
| Tiêu đề                                                                                          | Năm  | Vị trí xếp hạng cao nhất | Vị trí xếp hạng cao nhất | Vị trí xếp hạng cao nhất | Vị trí xếp hạng cao nhất | Vị trí xếp hạng cao nhất | Vị trí xếp hạng cao nhất | Vị trí xếp hạng cao nhất | Album                |
| Tiêu đề                                                                                          | Năm  | Mỹ                       | Bỉ (FL)                  | Canada                   | Ireland                  | L.H. Anh                 | New Zealand              | Úc                       | Album                |
| ------------------------------------------------------------------------------------------------ | ---- | ------------------------ | ------------------------ | ------------------------ | ------------------------ | ------------------------ | ------------------------ | ------------------------ | -------------------- |
| "Chillin" (Wale hợp tác với Lady Gaga)                                                           | 2009 | 99                       | —                        | 73                       | 19                       | 12                       | —                        | 29                       | Attention Deficit    |
| "Video Phone (Extended Remix)" (Beyoncé hợp tác với Lady Gaga)                                   | 2009 | 65                       | —                        | —                        | —                        | 58                       | 32                       | 31                       | I Am... Sasha Fierce |
| "3-Way (The Golden Rule)" (The Lonely Island hợp tác với Justin Timberlake và Lady Gaga)         | 2011 | —                        | —                        | —                        | —                        | —                        | —                        | —                        | The Wack Album       |
| "—" biểu thị đĩa đơn không được phát hành hoặc không có mặt trên bảng xếp hạng tại quốc gia này. |      |                          |                          |                          |                          |                          |                          |                          |                      |

### Đĩa đơn quảng bá
| Tiêu đề                                                                                                   | Năm  | Vị trí xếp hạng cao nhất | Vị trí xếp hạng cao nhất | Vị trí xếp hạng cao nhất | Vị trí xếp hạng cao nhất | Vị trí xếp hạng cao nhất | Vị trí xếp hạng cao nhất | Vị trí xếp hạng cao nhất | Vị trí xếp hạng cao nhất | Vị trí xếp hạng cao nhất | Vị trí xếp hạng cao nhất | Chứng nhận | Album                         |
| Tiêu đề                                                                                                   | Năm  | Mỹ                       | Canada                   | Đức                      | L.H. Anh                 | New Zealand              | Nhật Bản                 | Pháp                     | Thuỵ Sĩ                  | Úc                       | Ý                        | Chứng nhận | Album                         |
| --- | ---- | ------------------------ | ------------------------ | ------------------------ | ------------------------ | ------------------------ | ------------------------ | ------------------------ | ------------------------ | ------------------------ | ------------------------ | ---------- | ----------------------------- |
| "Beautiful, Dirty, Rich"                                                                                  | 2008 | —                        | —                        | —                        | 83                       | —                        | —                        | —                        | —                        | —                        | —                        | - Mỹ: Vàng | The Fame                      |
| "Vanity"                                                                                                  | 2008 | —                        | —                        | —                        | —                        | —                        | —                        | —                        | —                        | —                        | —                        |            | Đĩa đơn không nằm trong album |
| "Christmas Tree" (hợp tác với Space Cowboy)                                                               | 2008 | —                        | 79                       | —                        | —                        | —                        | —                        | —                        | —                        | —                        | —                        |            | Đĩa đơn không nằm trong album |
| "Poker Face / Speechless / Your Song" (hợp tác với Elton John)                                            | 2010 | —                        | 94                       | —                        | —                        | —                        | —                        | —                        | —                        | —                        | —                        |            | Đĩa đơn không nằm trong album |
| "Hair" | 2011 | 12                       | 11                       | —                        | 13                       | 9                        | —                        | 16                       | —                        | 20                       | 5                        |            | Born This Way                 |
| "Venus"                                                                                                   | 2013 | 32                       | 19                       | 35                       | 76                       | 20                       | —                        | 9                        | 18                       | 31                       | 7                        |            | Artpop                        |
| "Dope" | 2013 | 8                        | 96                       | 34                       | 124                      | 20                       | —                        | 8                        | 15                       | 34                       | 5                        |            | Artpop                        |
| "Winter Wonderland" (với Tony Bennett)                                                                    | 2014 | —                        | —                        | —                        | —                        | —                        | —                        | —                        | —                        | —                        | —                        |            | Đĩa đơn không nằm trong album |
| "A-Yo" | 2016 | 66                       | 55                       | —                        | 66                       | —                        | —                        | 167                      | 62                       | —                        | —                        |            | Joanne                        |
| "Your Song"                                                                                               | 2018 | —                        | —                        | —                        | —                        | —                        | 27                       | —                        | —                        | —                        | —                        |            | Revamp                        |
| "Sour Candy" (với Blackpink)                                                                              | 2020 | 33                       | 18                       | —                        | 17                       | 12                       | 82                       | 62                       | 30                       | 8                        | 46                       |            | Chromatica                    |
| "—" biểu thị đĩa đơn quảng bá không được phát hành hoặc không có mặt trên bảng xếp hạng tại quốc gia này. |      |                          |                          |                          |                          |                          |                          |                          |                          |                          |                          |            |                               |

## Các bài hát khác được xếp hạng
| Tiêu đề                                                                                          | Năm  | Vị trí xếp hạng cao nhất | Vị trí xếp hạng cao nhất | Vị trí xếp hạng cao nhất | Vị trí xếp hạng cao nhất | Vị trí xếp hạng cao nhất | Vị trí xếp hạng cao nhất | Vị trí xếp hạng cao nhất | Vị trí xếp hạng cao nhất | Doanh số                         | Chứng nhận     | Album               |
| Tiêu đề                                                                                          | Năm  | Mỹ                       | Canada                   | L.H. Anh                 | New Zealand              | Pháp                     | Thuỵ Điển                | Úc                       | Ý                        | Doanh số                         | Chứng nhận     | Album               |
| ------------------------------------------------------------------------------------------------ | ---- | ------------------------ | ------------------------ | ------------------------ | ------------------------ | ------------------------ | ------------------------ | ------------------------ | ------------------------ | -------------------------------- | -------------- | ------------------- |
| "The Fame"                                                                                       | 2008 | —                        | —                        | —                        | —                        | —                        | —                        | 73                       | —                        |                                  |                | The Fame            |
| "Boys Boys Boys"                                                                                 | 2008 | —                        | —                        | —                        | —                        | —                        | —                        | —                        | —                        |                                  | - Mỹ: Vàng     | The Fame            |
| "Starstruck" (hợp tác với Space Cowboy và Flo Rida)                                              | 2008 | —                        | 74                       | 191                      | —                        | —                        | —                        | —                        | —                        | - Mỹ: 803.000                    | - Mỹ: Bạch kim | The Fame            |
| "Big Girl Now" (New Kids on the Block hợp tác với Lady Gaga)                                     | 2008 | —                        | 84                       | —                        | —                        | —                        | —                        | —                        | —                        |                                  |                | The Block           |
| "Monster"                                                                                        | 2009 | —                        | —                        | 68                       | 29                       | —                        | —                        | 80                       | —                        |                                  | - Mỹ: Vàng     | The Fame Monster    |
| "Speechless"                                                                                     | 2009 | 94                       | 67                       | 88                       | —                        | —                        | —                        | —                        | —                        | - Mỹ: 197.000 - L.H. Anh: 60.000 | - Mỹ: Vàng     | The Fame Monster    |
| "So Happy I Could Die"                                                                           | 2009 | —                        | —                        | 84                       | —                        | —                        | 53                       | —                        | —                        |                                  |                | The Fame Monster    |
| "Teeth"                                                                                          | 2009 | —                        | —                        | 107                      | —                        | —                        | —                        | —                        | —                        |                                  |                | The Fame Monster    |
| "Scheiße"                                                                                        | 2011 | —                        | —                        | 136                      | —                        | —                        | —                        | —                        | —                        |                                  |                | Born This Way       |
| "Black Jesus + Amen Fashion"                                                                     | 2011 | —                        | —                        | 172                      | —                        | —                        | —                        | —                        | —                        |                                  |                | Born This Way       |
| "Fashion of His Love"                                                                            | 2011 | —                        | —                        | 140                      | —                        | —                        | —                        | —                        | —                        |                                  |                | Born This Way       |
| "The Queen"                                                                                      | 2011 | —                        | —                        | 150                      | —                        | —                        | —                        | —                        | —                        |                                  |                | Born This Way       |
| "White Christmas"                                                                                | 2011 | —                        | —                        | 87                       | —                        | —                        | —                        | —                        | —                        |                                  |                | A Very Gaga Holiday |
| "Artpop"                                                                                         | 2013 | —                        | —                        | —                        | —                        | 185                      | —                        | —                        | —                        |                                  |                | Artpop              |
| "Diamond Heart"                                                                                  | 2016 | —                        | —                        | 155                      | —                        | —                        | —                        | —                        | —                        |                                  |                | Joanne              |
| "John Wayne"                                                                                     | 2016 | —                        | —                        | 180                      | —                        | —                        | —                        | —                        | —                        |                                  |                | Joanne              |
| "Dancin' in Circles"                                                                             | 2016 | —                        | —                        | 186                      | —                        | —                        | —                        | —                        | —                        |                                  |                | Joanne              |
| "Angel Down"                                                                                     | 2016 | —                        | —                        | 152                      | —                        | —                        | —                        | —                        | —                        |                                  |                | Joanne              |
| "Music to My Eyes" (với Bradley Cooper)                                                          | 2018 | —                        | —                        | —                        | —                        | —                        | —                        | —                        | —                        |                                  |                | A Star Is Born      |
| "Look What I Found"                                                                              | 2018 | —                        | —                        | —                        | —                        | —                        | —                        | 95                       | —                        |                                  |                | A Star Is Born      |
| "Is That Alright?"                                                                               | 2018 | 63                       | 85                       | —                        | —                        | —                        | —                        | 96                       | —                        |                                  |                | A Star Is Born      |
| "Before I Cry"                                                                                   | 2018 | —                        | —                        | —                        | —                        | —                        | —                        | —                        | —                        |                                  |                | A Star Is Born      |
| "Chromatica I"                                                                                   | 2020 | —                        | —                        | —                        | —                        | —                        | —                        | —                        | —                        |                                  |                | Chromatica          |
| "Alice"                                                                                          | 2020 | 84                       | 78                       | 29                       | —                        | 112                      | —                        | —                        | 84                       |                                  |                | Chromatica          |
| "Free Woman"                                                                                     | 2020 | —                        | 80                       | —                        | —                        | 143                      | 93                       | —                        | —                        |                                  |                | Chromatica          |
| "Fun Tonight"                                                                                    | 2020 | —                        | —                        | —                        | —                        | 199                      | —                        | —                        | —                        |                                  |                | Chromatica          |
| "911"                                                                                            | 2020 | —                        | 85                       | —                        | —                        | 141                      | —                        | —                        | 92                       |                                  |                | Chromatica          |
| "Plastic Doll"                                                                                   | 2020 | —                        | —                        | —                        | —                        | —                        | —                        | —                        | —                        |                                  |                | Chromatica          |
| "Enigma"                                                                                         | 2020 | —                        | —                        | —                        | —                        | —                        | —                        | —                        | —                        |                                  |                | Chromatica          |
| "Replay"                                                                                         | 2020 | —                        | —                        | —                        | —                        | —                        | —                        | —                        | —                        |                                  |                | Chromatica          |
| "Sine from Above" (với Elton John)                                                               | 2020 | —                        | —                        | —                        | —                        | 200                      | —                        | —                        | —                        |                                  |                | Chromatica          |
| "—" biểu thị bài hát không được phát hành hoặc không có mặt trên bảng xếp hạng tại quốc gia này. |      |                          |                          |                          |                          |                          |                          |                          |                          |                                  |                |                     |

## Đóng góp khác
| Tiêu đề                         | Năm  | Các nghệ sĩ (khác)                                  | Album                           | Vai trò đóng góp       |
| ------------------------------- | ---- | --------------------------------------------------- | ------------------------------- | ---------------------- |
| "Fountain of Truth"             | 2006 | Melle Mel                                           | The Portal in the Park          | Nghệ sĩ góp giọng      |
| "World Family Tree"             | 2006 | Melle Mel                                           | The Portal in the Park          | Nghệ sĩ góp giọng      |
| "Full Service"                  | 2008 | New Kids on the Block                               | The Block                       | Đồng sáng tác          |
| "Elevator"                      | 2008 | The Pussycat Dolls                                  | Doll Domination                 | Đồng sáng tác          |
| "Quicksand"                     | 2008 | Britney Spears                                      | Circus                          | Đồng sáng tác          |
| "Fashion"                       | 2009 | —                                                   | Confessions of a Shopaholic     | Nghệ sĩ hát chính      |
| "Make Her Say"                  | 2009 | Kid Cudi hợp tác với Kanye West và Common           | Man on the Moon: The End of Day | Đồng sáng tác          |
| "Murder My Heart"               | 2009 | Michael Bolton                                      | One World One Love              | Đồng sáng tác          |
| "Fever"                         | 2009 | Adam Lambert                                        | For Your Entertainment          | Đồng sáng tác          |
| "Let Dem Hoes Fight"            | 2010 | Trina                                               | Amazin'                         | Đồng sáng tác          |
| "Invading My Mind"              | 2011 | Jennifer Lopez                                      | Love?                           | Đồng sản xuất          |
| "Hypnotico"                     | 2011 | Jennifer Lopez                                      | Love?                           | Đồng sáng tác          |
| "We're Doing a Sequel"          | 2014 | The Muppets và Tony Bennett                         | Muppets Most Wanted             | Nghệ sĩ đồng hát chính |
| "I Want Your Love"              | 2018 | Nile Rodgers & Chic                                 | It's About Time                 | Nghệ sĩ góp giọng      |
| "Don't Let Me Be Misunderstood" | 2018 | Brian Newman                                        | Showboat                        | Nghệ sĩ góp giọng      |
| "November"                      | 2019 | Hunter Blair Ambrose                                | Scorpio Rising                  | Đồng sáng tác          |
| "Smile"                         | 2020 | —                                                   | One World: Together at Home     | Nghệ sĩ hát chính      |
| "The Prayer"                    | 2020 | Andrea Bocelli, Céline Dion, John Legend, Lang Lãng | One World: Together at Home     | Nghệ sĩ đồng hát chính |